# Gradi della polizia locale della Puglia

## Gradi della Polizia Locale della Puglia

### Comandanti

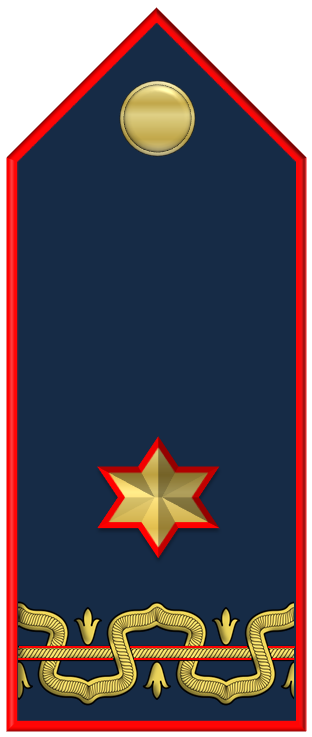
Dirigente Generale (Città Capoluogo di Regione)
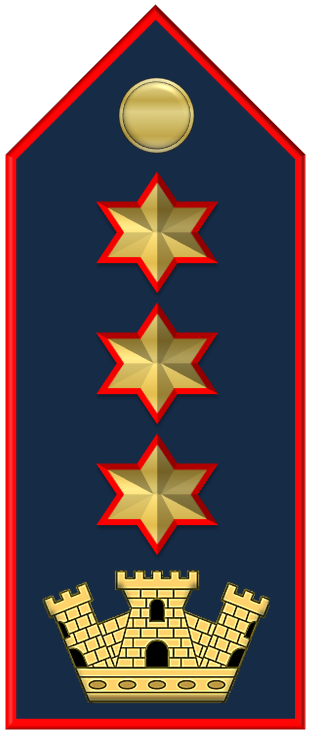
Dirigente Superiore (Città metropolitana, città capoluogo di Provincia)
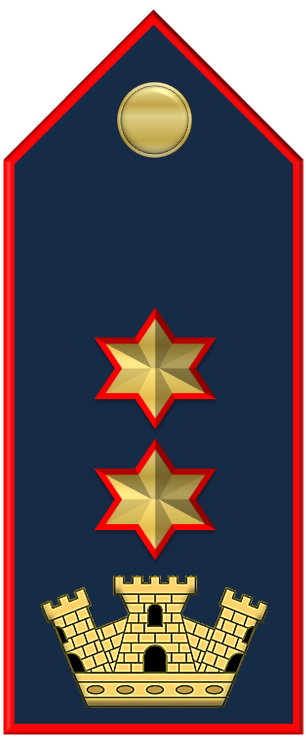
Dirigente (Ente locale dotato di dirigenza)
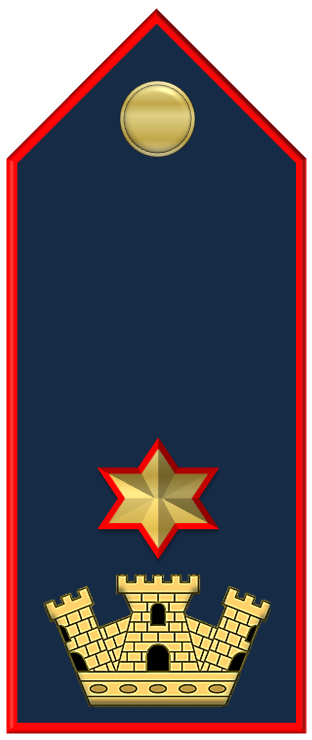
Commissario superiore (oltre 15.000 abitanti)
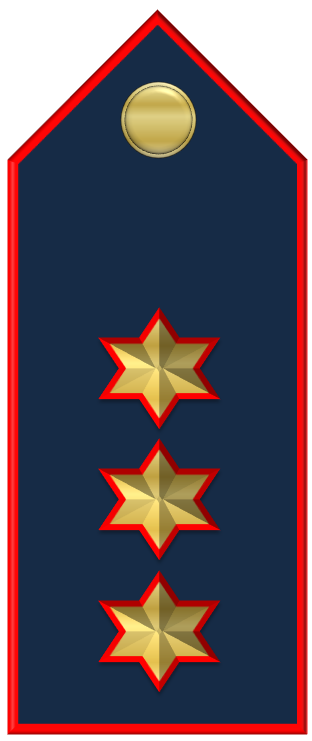
Commissario Capo (fino a 15.000 abitanti)
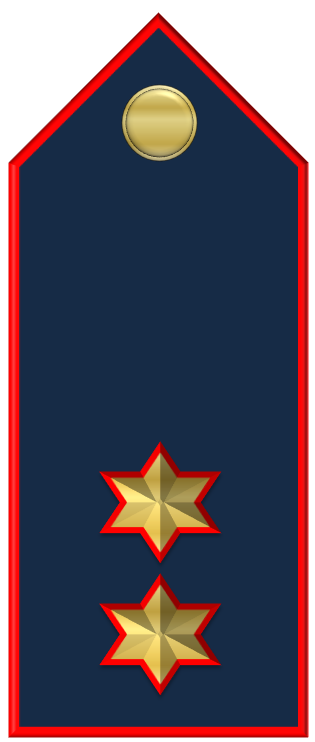
Commissario (fino a 10.000 abitanti)
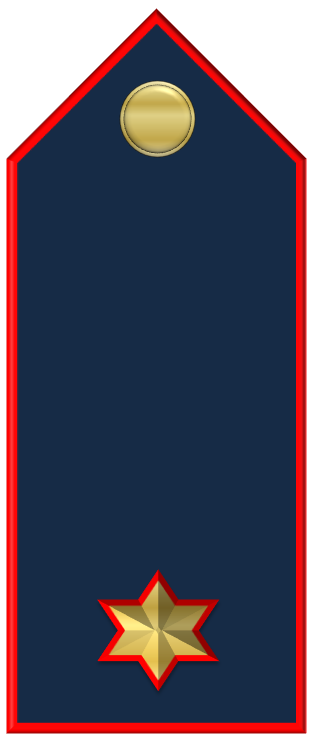
Vice Commissario (fino a 5.000 abitanti)
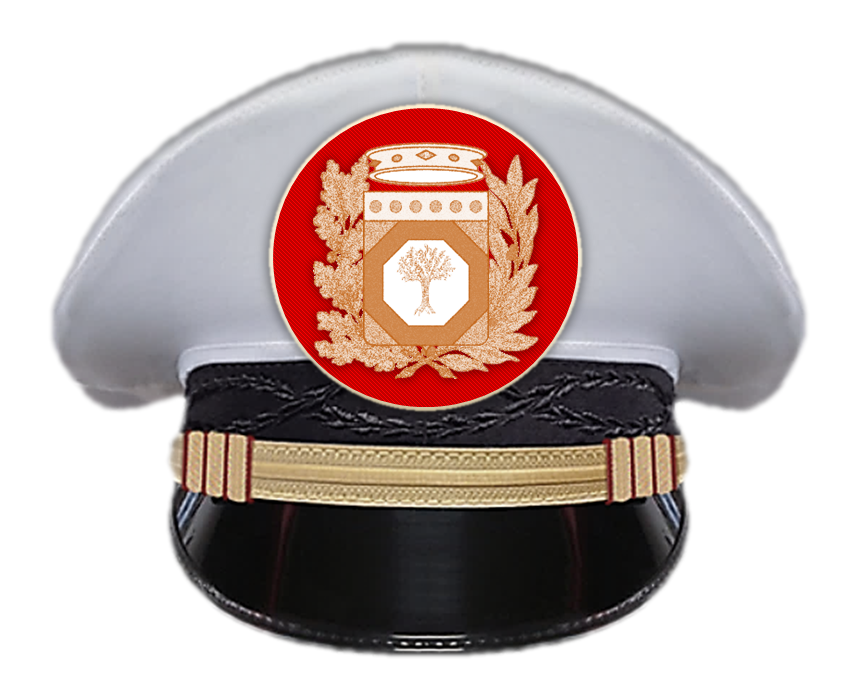
Fregio per Generali e Comandanti (Stemma della Regione Puglia in posizione centrale sulla parte frontale. Ricamato a mano, bombato in canutiglia dorata su fondo rosso)

### Ufficiali

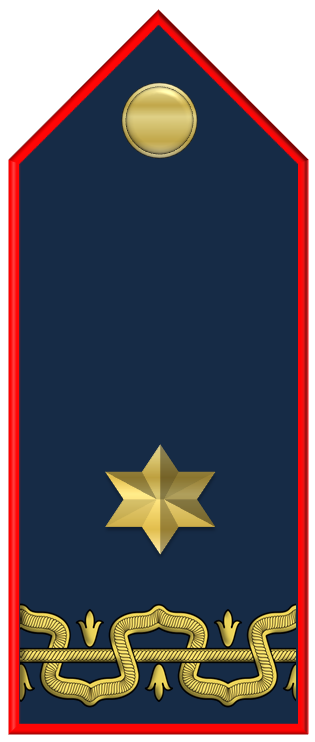
Dirigente Generale (se dovesse essere destinato ad altro incarico all’interno dello stesso Corpo di Polizia Locale, mantiene denominazione e grado senza la bordatura di rosso)
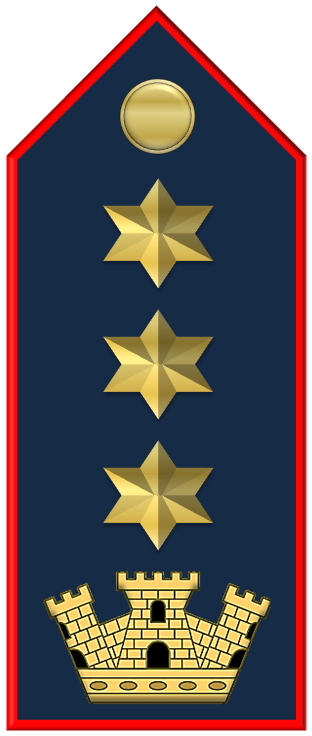
Dirigente Superiore (denominazione e distintivo che possono essere conseguiti dal personale dirigente dopo cinque anni di anzianità nel ruolo di Dirigente e dal Vice Comandante Vicario della Città Capoluogo di Regione ove previsto)
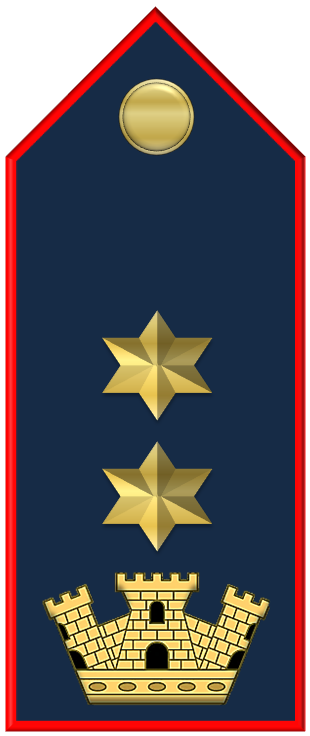
Dirigente (denominazione e distintivo che possono essere conseguiti dal personale dirigente di prima nomina)
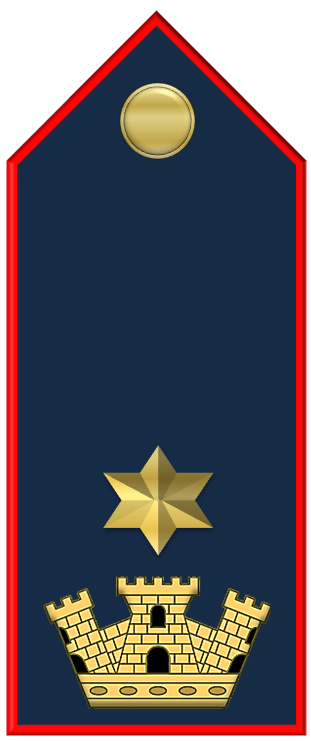
Commissario Superiore (denominazione e distintivo che possono essere conseguiti dal personale inquadrato in categoria D dopo 7 anni di anzianità nel ruolo di Commissario Capo, oppure dopo 3 anni di anzianità previo superamento di un corso di qualificazione regionale o procedura selettiva per titoli determinata da apposito decreto regionale)
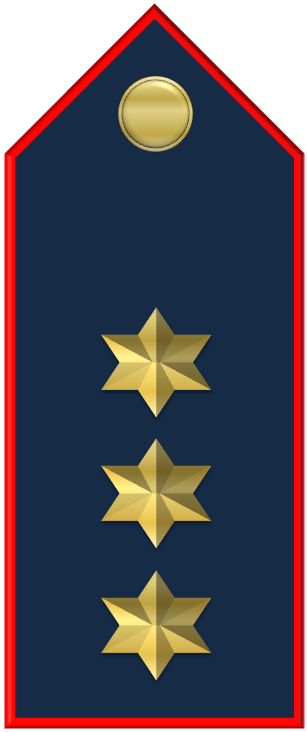
Commissario Capo (denominazione e distintivo iniziali per il personale inquadrato in categoria giuridica D3 ovvero denominazione e distintivo che possono essere conseguiti dal personale inquadrato in categoria giuridica D1 dopo 7 anni di anzianità nel ruolo di Commissario, oppure dopo 3 anni di anzianità previo superamento di un corso di qualificazione regionale o procedura selettiva per titoli determinata da apposito decreto regionale)
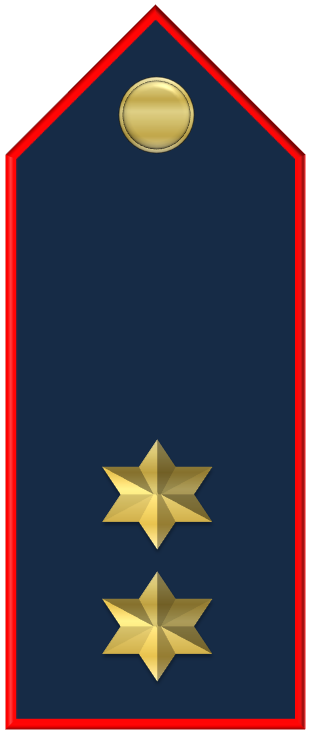
Commissario (denominazione e distintivo che possono essere conseguiti dal personale inquadrato in categoria giuridica D1 dopo 3 anni di anzianità nel ruolo di Vice Commissario)
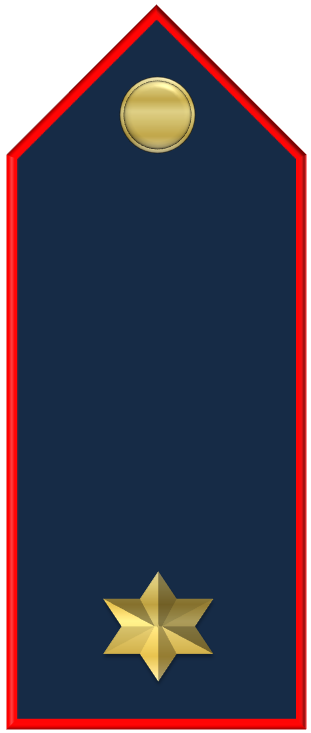
Vice Commissario (denominazione e distintivo iniziale per il personale inquadrato in categoria giuridica D)
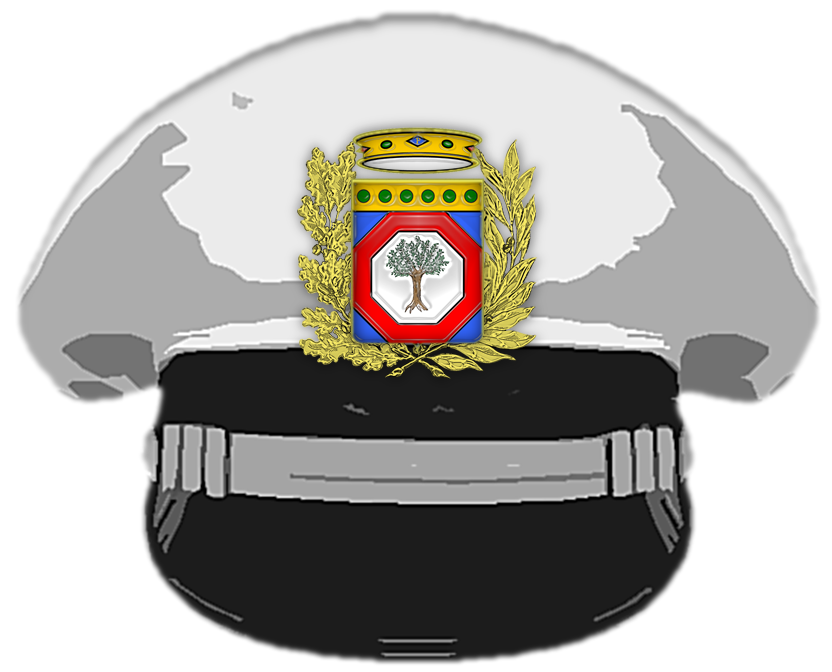
Fregio metallico (Per berretto modello semi "bulgaro" o "bancroft" femminile. Stemma della Regione Puglia in posizione centrale sulla parte frontale)

### Sottufficiali

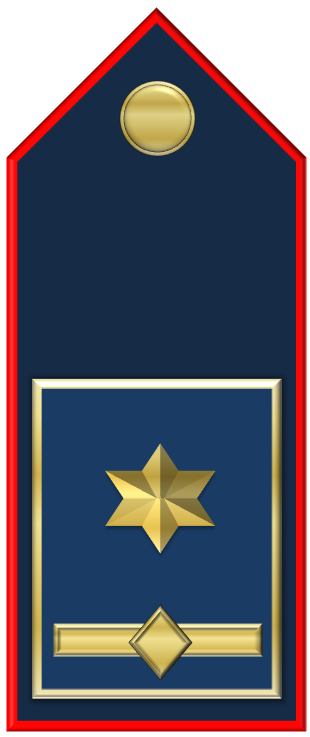
Ispettore Superiore (denominazione e distintivo che si conseguono dopo 4 anni di anzianità da Ispettore Capo)
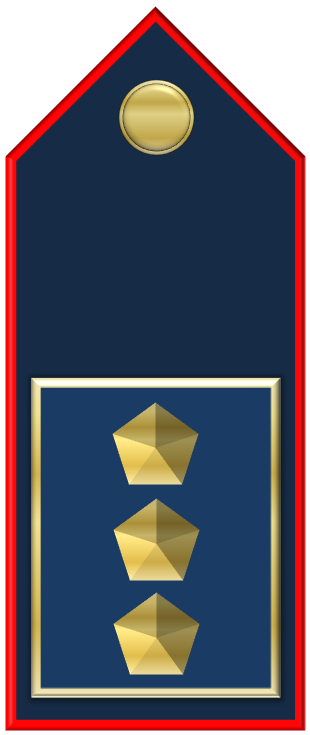
Ispettore Capo (denominazione e distintivo che si conseguono dopo 4 anni di anzianità da Ispettore)
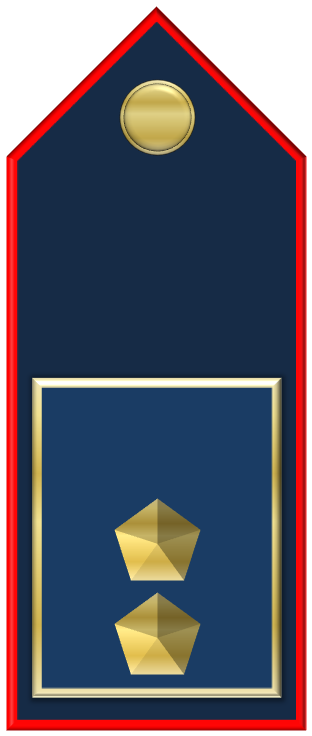
Ispettore (denominazione e distintivo che si conseguono dopo 4 anni di anzianità da Vice Ispettore)
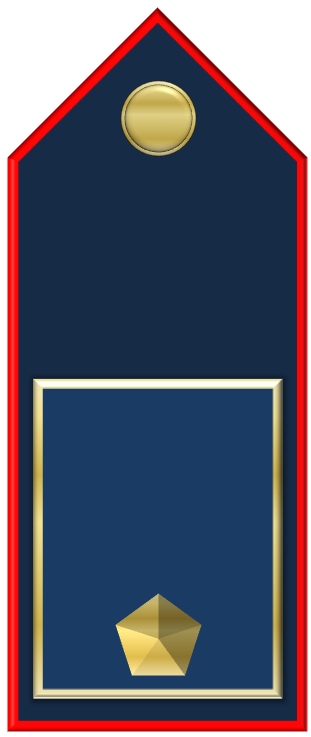
Vice ispettore (denominazione e distintivo iniziali, che si conseguono dopo 12 anni di servizio nella categoria C e superamento di apposito corso di qualificazione regionale)
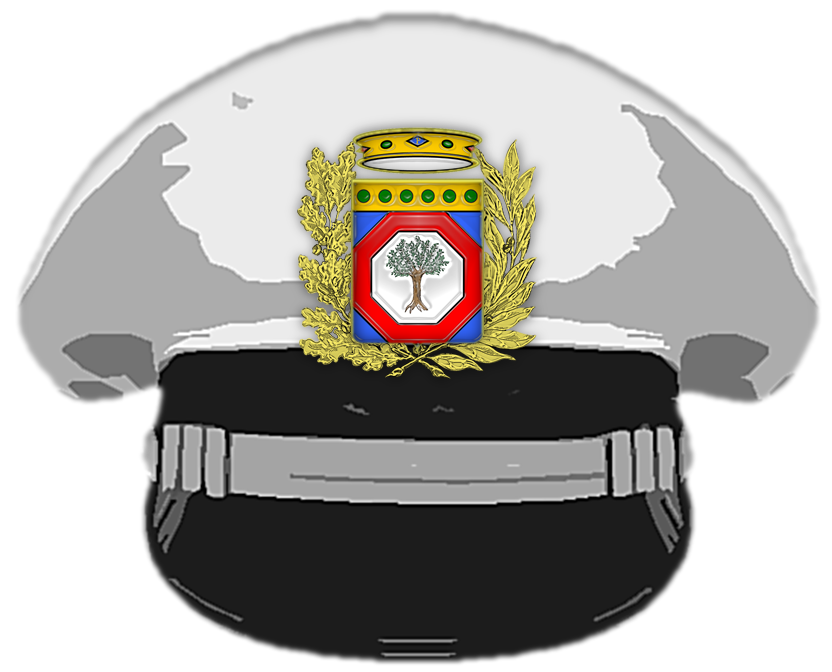
Fregio metallico (Per berretto modello semi "bulgaro" o "bancroft" femminile. Stemma della Regione Puglia in posizione centrale sulla parte frontale)

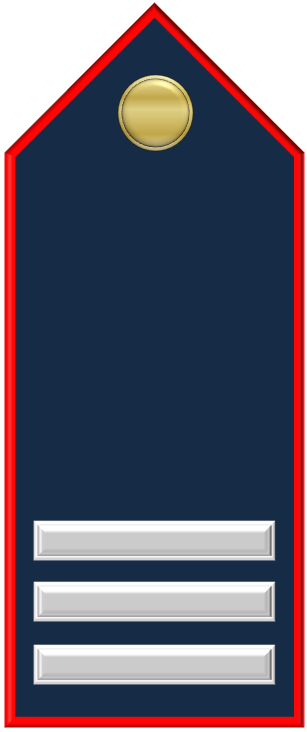
Soggolo berretto Sovrintendente Capo Polizia Locale - PugliaSovrintentente Capo (Denominazione e distintivo di grado con 22 anni di anzianità di servizio.)
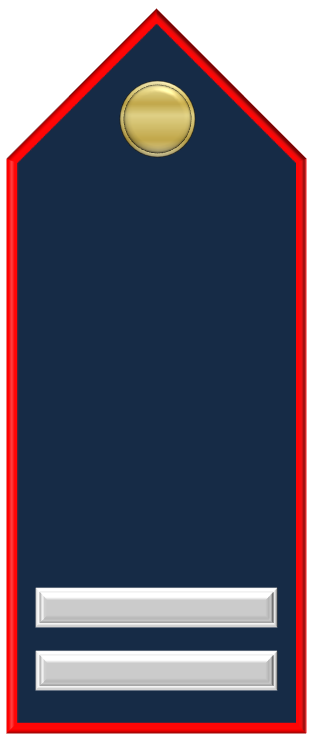
Sovrintendente (Denominazione e distintivo di grado con 18 anni di anzianità di servizio.)
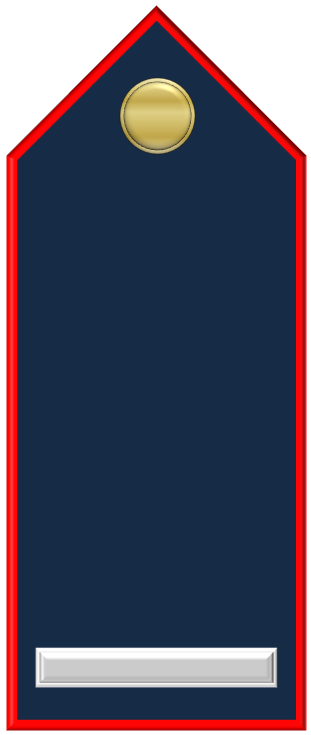
Vice Sovrintendente (Denominazione e distintivo di grado con 12 anni di anzianità di servizio)
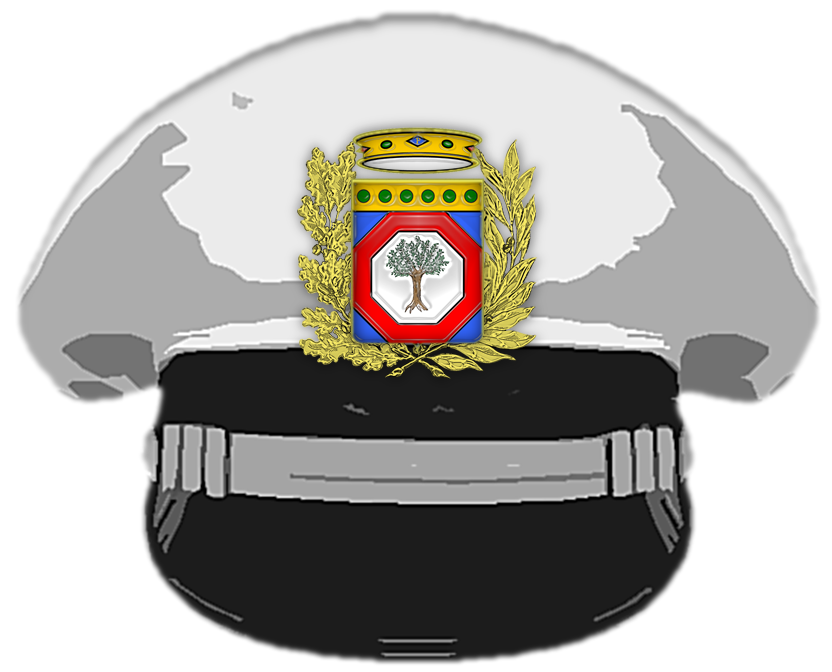
Fregio metallico (Per berretto modello semi "bulgaro" o "bancroft" femminile. Stemma della Regione Puglia in posizione centrale sulla parte frontale)

### Agenti

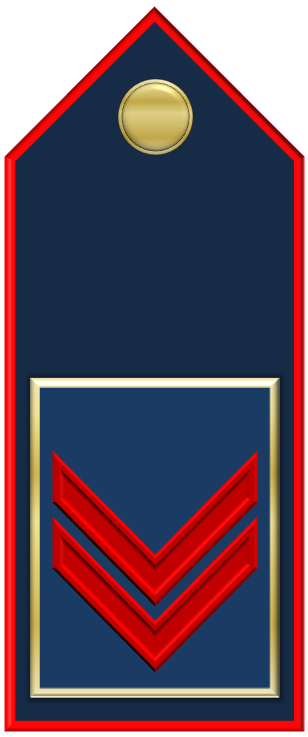
Assistente. Denominazione e distintivo di grado con 8 anni di anzianità di servizio.
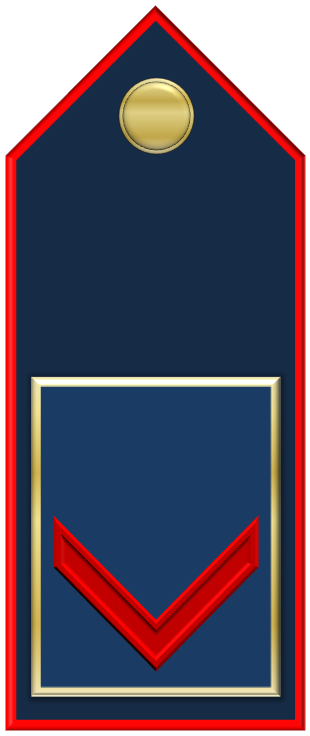
Agente Scelto. Denominazione e distintivo di grado con 5 anni di anzianità di servizio
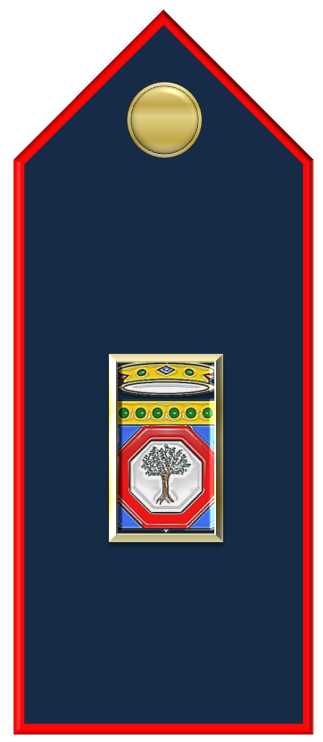
Agente. Nessun distintivo di grado.
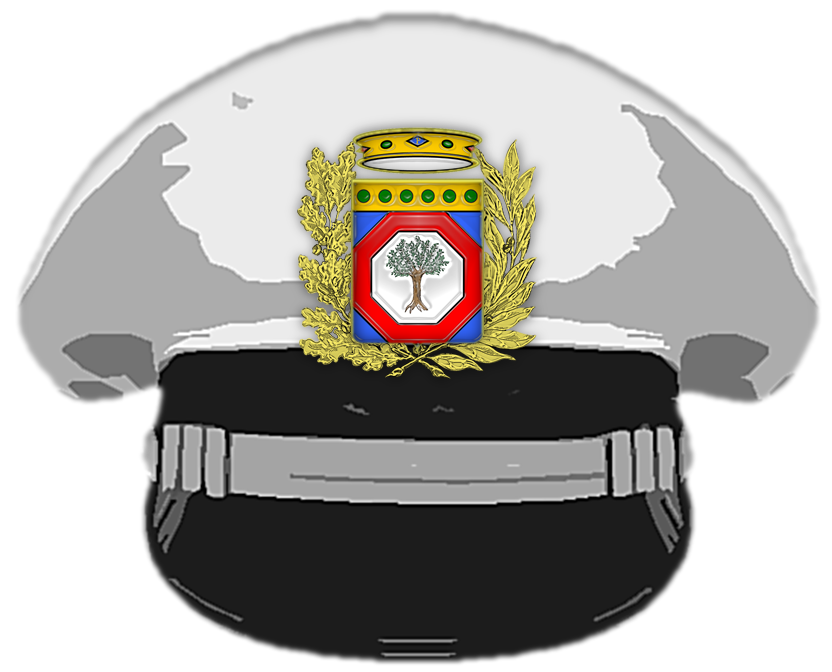
Fregio metallico (Per berretto modello semi "bulgaro" o "bancroft" femminile. Stemma della Regione Puglia in posizione centrale sulla parte frontale)